# Drepanium canariense
Drepanium canariense là một loài Rêu trong họ Hypnaceae. Loài này được (Mitt.) G. Roth mô tả khoa học đầu tiên năm 1904.